# Warning (singel)
Warning − tytułowy singel promujący szósty studyjny album zespołu Green Day zatytułowany Warning (2000). Jest to kompozycja autorstwa Billie'go Joe Armstronga i pozostałych członków Green Day.